# 林恭
林恭（りん きょう、生年不詳 － 1853年）は台湾鳳山出身の、清朝統治時代の台湾における反清武装闘争の指導者。
1853年、太平天国が南京を本拠地とすると、小刀会が呼応して漳州を攻撃するなど、清朝は次第に福建地区での統治権を失っていく。この時期に台湾では李石や林恭などによる小規模な反清活動が発生した。
1853年4月、李石は太平天国の「興漢滅満」の標語に賛同し、民衆を集め湾裡街（現在の台南市善化区）を攻撃、台湾知県の高鴻飛を殺害した。鳳山県署に従軍していた林恭はこの事件を知ると、知県の王廷幹と不仲であったこともあり4月28日に王廷幹に不満を持つ鳳山県民を集め鳳山城を攻撃、知県を殺害した。鳳山城が陥落すると林恭は県令に擁立された。
林恭はその後5月2日に台南城を攻撃しようと試みるが清軍の反撃に遭う。6月2日、清軍と林恭は二層行渓（現在の台南市仁徳区）及び新園郷で交戦、敗れた林恭は鳳山へと逃れた。6月7日、清軍による鳳山城が行われると林恭は鳳山付近の東港へ逃亡、その地で長期戦の構えを見せたが、7月27日に清軍に逮捕され、李石と共に斬殺された。